# Ruski konzul
Ruski konzul é um filme sérvio de 2024 dirigido por Miroslav Lekić. O roteiro foi escrito por Miroslav Lekić, Vladimir Tabašević e Igor Bojović baseado no tema do romance homônimo de Vuk Drašković. A ação do filme se passa na década de 1970, que podem ser considerados os momentos-chave da crise Kosovo-Metohija, que definirá a futura coexistência de sérvios e albaneses no Kosovo e Metohija.
As filmagens do filme duraram cerca de 2 meses no período de 15 de maio a 13 de julho de 2023 em locações em Belgrado, Požarevac e Mladenovac. O filme estreou no encerramento do 52º Festival Internacional de Cinema FEST em 3 de março de 2024. A distribuição do filme nos cinemas começou em 7 de março do mesmo ano.

## Enredo
O personagem principal é o médico-psiquiatra sérvio Ilija Jugović, que, após a morte de um paciente em Belgrado, é transferido para um hospital em Prizren, Kosovo, por punição do partido, onde consegue um emprego como clínico geral em um hospital local. Lá ele conhece o professor de história Ljub Božović - o autoproclamado cônsul russo, um paciente aparentemente psiquiátrico que afirma que em breve " a Rússia se tornará novamente a Rússia e o Kosovo será novamente sérvio".
Homens fortes albaneses locais, separatistas secretos, bem como membros do Partido Comunista e quadros em posições estão a virar-se contra Božović. O mais poderoso deles, Halit Berisha, expulsa os sérvios do Kosovo com várias pressões cruéis, realizando limpeza étnica : pratica violência contra crianças sérvias nas escolas, intimida a população local, impede-as de receber cuidados de saúde, assedia famílias, instila insegurança e ansiedade neles.
É a vez de Ljubo Božović, que Berisha tenta expulsar de sua casa e expulsar do Kosovo. O cônsul russo se recusa a vender a casa e entra em conflito com Berisha, e o Dr. Ilija Jugović vem em sua proteção.

## Elenco
- Žarko Laušević como Ljuba Božović
- Nebojsa Dugalić como Ilija Jugović
- Viska Viska como Halit Berisha
- Nada Macankovic como Vida Murici
- Danica Radulovic
- Svetozar Cvetkovic
- Paulina Manov
- Konstantin Fidanov
- Petar Zekavica